# Divisió de Prayagraj
La divisió de Prayagraj és una entitat administrativa de l'Índia a Uttar Pradesh, formada per districtes.
Allahabad ja fou una divisió de l'Índia Britànica governada per un Comissionat a les Províncies del Nord-oest i després Províncies Unides d'Agra i Oudh. El formaven els districtes següents:
- Districte de Cawnpur
- Districte de Fatehpur
- Districte de Banda
- Districte d'Allahabad
- Districte d'Hamirpur
- Districte de Jaunpur

La seva superfície era de 35.600 km² i la població el 1881 de 5.754.855 habitants dels que poc més d'un 10% eren musulmans. La formaven 11.934 pobles
A l'Índia independent i després de la reorganització administrativa de 1956, fins a l'any 2000 la divisió la formaven els districtes del baix Doab, que eren:
- Districte d'Etawah
- Districte de Farrukhabad
- Districte de Kanpur
- Districte de Fatehpur
- Districte d'Allahabad

El 2000, degut a la separació d'Uttaranchal la divisió fou reorganitzada: Els districtes d'Etawah, Farrukhabad i Kanpur van formar la nova divisió de Kanpur. El districte de Paratpgarh (de la divisió de Faizabad) li fou incorporat; la part occidental del districte d'Allahabad es van separar per formar el districte de Kaushambi. Per tant, la divisió va quedar formada pels següents districtes:
- Districte d'Allahabad
- Districte de Kaushambi
- Districte de Fatehpur
- Districte de Pratapgarh